# Zilko Žolja
Šejh hfz. Zilko ef. Žolja (Gornji Palež, 1931.), bosanskohercegovački je teolog i kaligraf bošnjačkog podrijetla, šejh nakšibendijskog tarikata. 

## Životopis
Zilko Žolja je rođen 1931. godine u Gornjem Paležu pokraj Kiseljaka. U rodnom mjestu, završio je Hifz pred šejhom hfz. Mustafom ef. Mujićem 1951. godine. Nakon završetka imamskog ispita upošljava se kao imam u džematu Duhri, gdje ostaje dvije godine. Nakon toga 14 godina radi u džematu Prokos pokraj Fojnice. Ostatak radnog vijeka radi u Uvorićima pokraj Visokog.
Žolja je jedan od poznatijih krasnopisaca u Bosni i Hercegovini. Mnoge džamije su ukrašene njegovim radovima. Jedan period života je radio u Medresi Osman ef. Redžović u Visokom predavajući krasnopis. 
Danas živi u Uvorićima pokraj Visokog.

## Vanjske povezice
- Hafiz Zilko Žolja: Jedan od posljednjih kaligrafa u Visokom